# 감정적 고립
감정적 고립(Emotional isolation)은 사회 연결망(social network)이 잘 구축되어 있음에도 감정적으로 타인과 동떨어진 느낌을 받는 고립 상태를 말한다.
인구 기반 연구에서는 스웨덴의 중년 5명 중 1명과 노인인구는 감정적으로 고립되어 있다고 한다.(자기 마음을 털어놓을 사람이 없다는 뜻) 마음을 터놓을 수 있는 사람이 있는 사람 10명 중 8명은 자신의 파트너에게만 마음을 연다고 한다. 마음을 터놓을 사람이 없는 사람은 기민함, 힘셈, 평정심, 에너지 넘침, 행복감 등의 느낌을 덜 받을 가능성이 높다. 대신 이들은 우울, 슬픔, 피로, 기력소진을 더 잘 느낀다. 감정적 고립감을 느끼는 사람들은 강한 사회적 네트워크를 가지고 있지만 친구와의 유의미한 연대는 부족하다. 피상적인 우정은 잘 쌓지만 많은 사람들에게 마음을 열 수 없다. 감정적으로 고립담을 느끼면 외로움도 자주 느끼고 타인과 연결될 수 없다.

## 관계
감정적 고립은 사회적 고립(social isolation)의 결과로 발생하기도 하며, 혹은 가까운 친구나 친밀한 파트너가 없을 때에도 발생한다. 사회적 관계가 감정적 행복에 필요하지만, 이런 관계는 부정적 느낌과 생각을 촉발할 수 있으며, 감정적 고립은 감정적 고통으로부터 보호하기 위한 방어기제(defense mechanism)로 작용할 수 있다. 감정적으로 고립되면, 자신의 느낌을 감추고 내보이지 않으며, 타인에게 감정적 지지를 받을 수 없고, 닫히거나 멍한 상태가 되며, 피상적인 문제를 제외하고는 타인과 소통하려 하지 않는다. 감정적 고립은 친한 사이에서 발생할 수 있으며, 특히 배우자나 연인의 부정(不貞), 학대, 기타 신뢰 문제의 결과로서 발생할 수 있다. 한쪽 혹은 양쪽 모두 관계 안에서 지지받거나 충만한 것이 아니라 외로울 수 있다. 고통의 근원을 확인하고 치료사와 함께 소통을 향상시키고 신뢰를 재구축하고자 협동하는 것은 커플이 감정적 유대를 재수립하는 것을 도울 수 있다.

## 마음에의 효과
카시오포(Cacioppo)와 그의 팀은 외로운 사람들의 두뇌는 강력한 사회 네트워크에 속한 이들과 다르게 반응한다는 것을 밝혀냈다. 시카고대학교(University of Chicago) 연구자들은 외롭거나 외롭지 않은 피실험자들에게 즐거운 배경의 사람들과 불쾌한 환경에 처한 사람들을 찍은 사진을 보여줬다. 유쾌한 장면의 사진을 보면 외롭지 않은 사람들은 외로운 사람들에 비하여 복부선조(ventral striatum)라는 두뇌 영역 활동성이 더 크다고 한다. 복부선조는 학습에 있어 중요한 역할을 한다. 또한 두뇌 보상 센터 일부로서, 음식이나 사랑과 같은 보상에 자극 받을 수 있다. 외로운 사람들은 유쾌한 사진을 보고도 복부선조 활동성이 상대적으로 적으며. 불유쾌한 사진을 보아도 두뇌 활동이 적다. 외롭지 않은 피실험자가 불유쾌한 사진을 보면 이들은 공감과 연관된 뇌영역인 측두두정접합(temporoparietal junction, TPJ) 활성화를 보인다. 외로운 사람은 반응 정도가 적다. [source: University of Chicago]
사회적 위축(Social withdrawal)은 유쾌한 사람과 즐거운 활동을 회피한다. 일부에겐 이는 시회적 고립의 한 지점으로 발달할 수 있는데, 여기에서도 사람들은 대부분 시간동안 가족과 친구와의 접촉을 피하고자 할 수도 있다. 이들은 타인과 있는 것이 피곤하고 성가신 일이라 생각하기에 혼자 있길 바란다. 혼자있는 시간이 늘수록 사람들이 자신을 이해하는 느낌은 더 줄게 되는 순환구조가 형성될 수 있다. 사회적 상호소통으로부터 자신의 몸을 빼낸다면, 이들은 침실과 같은 특정 장소에서 머물려는 경향이 있다.

## 같이 보기
- 가면증후군
- 사회 연결망
- 사회적 고립
- 자기노출